# Adriano Cardarello
Adriano Cardarello (Roma, 15 aprile 1986) è un pugile italiano.

## Biografia
Inizia il cammino pugilistico a 8 anni, nel 2000 a 14 anni affronta il primo match da agonista, dopo il quarto match conquista il titolo di Campione d'Italia dei pesi piuma, che conserva fino al 2005.
- 2000-2001 Campione d'Italia pesi leggeri
- 2001-2002 Campione d'Italia pesi super leggeri
- 2002-2003 Campione d'Italia pesi welter
- 2003-2004 Campione d'Italia pesi super welter

Dal 2001-2006 viene convocato nella nazionale Italiana, negli stessi anni affronta 3 campionati europei dal 2003 al 2005
A 19 anni passa al professionismo.
Nel 2008 conquista il titolo di Campione del mondo IBF Jr.

## Apparizioni nei media
- Nel 2010 è protagonista di un videoclip musicale degli Erem Davi Q dal titolo "Pensieri Violenti" [1].